# Acido grasso O-metiltransferasi
La acidi-grassi O-metiltransferasi è un enzima appartenente alla classe delle transferasi, che catalizza la seguente reazione:
S-adenosil-L-metionina + un acido grasso ⇄ S-adenosil-L-omocisteina + un metilestere di acido grasso
L'acido oleico è l'acido grasso che funziona meglio come accettore.